# 港鉄バス

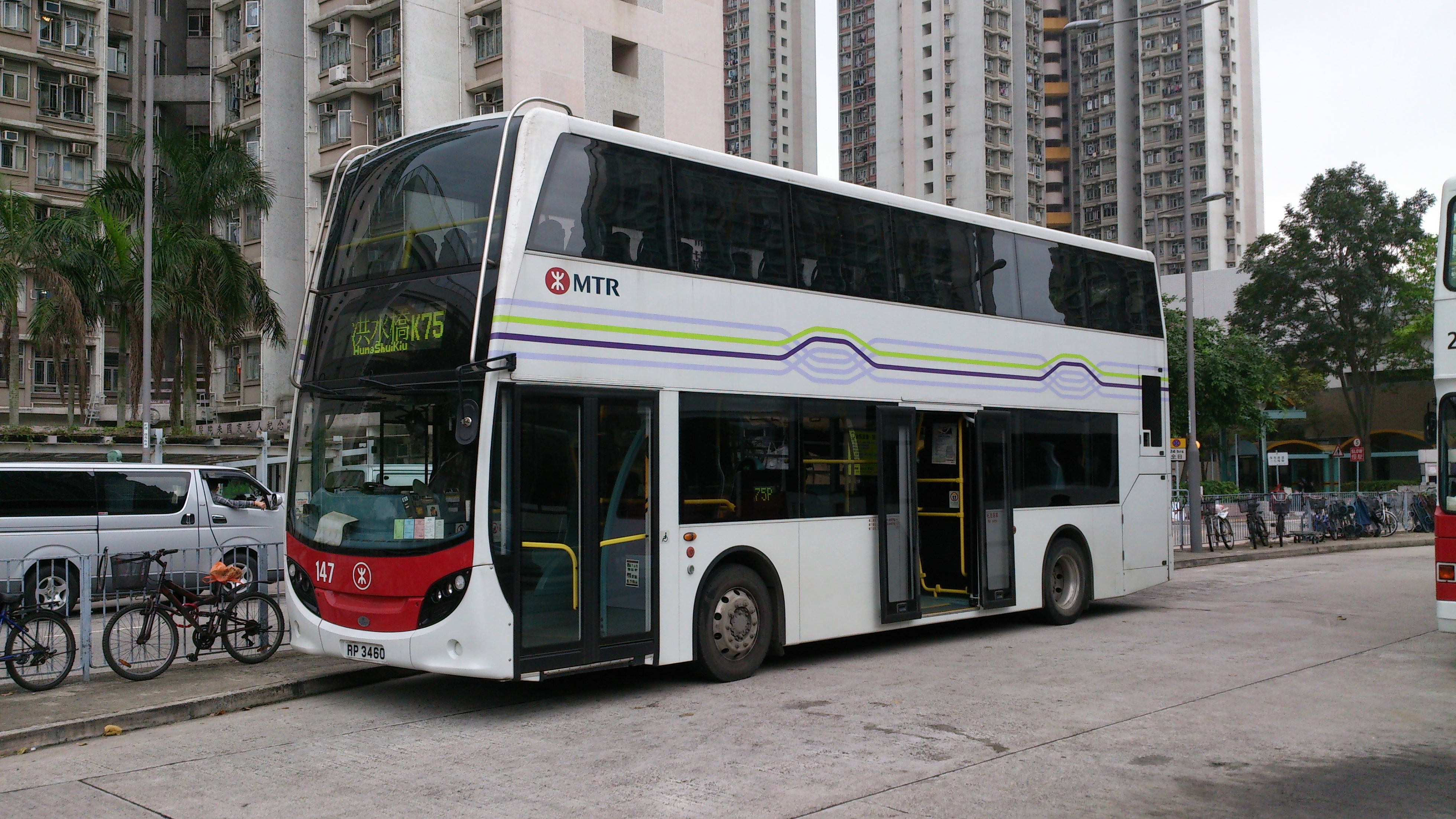
エンバイロ・400バス

港鉄バス（こうてつバス、エムティーアールバス、旧称：九広バス、英語 MTR Bus、繁体字中国語 港鐵巴士、広東語 Gong2tit3 Baa1si2）は、香港郊外の新界西北部に位置する屯門～元朗間を走る港鉄（MTR）の路線バス。屯馬線と軽鉄を結ぶ。
港鉄連絡バス（こうてつれんらくバス、エムティーアールせつぞくバス、旧称：九広バス、英語 MTR Feeder Bus、繁体字中国語 港鐵接駁巴士、広東語 Gong2tit3 Zip3bok3 Baa1si2）は、香港郊外の新界東部に位置する大埔と東鉄線を結ぶ港鉄（MTR）の路線バス。

## 概要
電車の利用客の増加を図り、東鉄線の連絡を皮切り、1985年9月9日より九広バスの運営が開始され、東鉄線の駅までの連絡バスを無料で提供し始め、東鉄連絡バスということである。
一方、1988年にライトレールの開業に伴い、ライトレールに覆われない区内の場所は連絡路線バスが提供しはじめた。

## 港鉄連絡バス
港鉄連絡バスの前身東鉄連絡バスは1985年9月9日より運営が開始されていた。2007年12月に東鉄連絡バスはMTRCとKCRCの合併に伴い、名前は港鉄連絡バスへ変更されている。
港鉄連絡バスは、東鉄線と連絡されている。平日（祝日ではない土曜日を含む）で東鉄線に乗れば、オクトパスでバスの運賃を支払う場合は無料となる。なお、東鉄線の電車に乗車しない場合もしくは現金で支払う場合にはバスの運賃が無料とならない。なお、日曜日および祝日ではいずれも無料とならない。
全ての港鉄連絡バスは九龍バスの名義として運営されているものの、バスの車両、バス停留場の設備やスタッフなどは全くMTRCが所有するものである。

### 路線
| 路線 | 始発／終点   | 始発／終点 | 始発／終点 | 指定港鉄乗換駅 | 付注                                                                   | 運賃（香港ドル） （子供／シルバー） |
| ---- | ------------ | ---------- | ---------- | -------------- | ---------------------------------------------------------------------- | ----------------------------------- |
| K12  | 大埔八号花園 | ～         | 大埔墟駅   | 大埔墟駅       | 大埔墟駅：毎日0613～2200 八号花園：毎日0600～2205 日祝は無料乗車対象外 | $4.3（$2.1）                        |
| K14  | 大埔中心     | →          | 大埔墟駅   | 大埔墟駅       | 大埔中心：平日（土曜日含む）0700～1000 日祝運休                        | $4.3（$2.1）                        |
| K17  | 富善         | ～         | 大埔墟駅   | 大埔墟駅       | 日祝運休                                                               | $4.3（$2.1）                        |
| K18  | 廣福         | ～         | 大埔墟駅   | 大埔墟駅       | 日祝運休                                                               | $4.3（$2.1）                        |

### 過去の運行系統
- K11-火炭駅~駿景園
- K15-旺角東駅~中港城
- K16-尖東駅~南昌駅

## 港鉄バス
1988年にライトレールの開業に伴い、ライトレールの利益を保障のため、運営者のKCR社（現在のMTR社）がライトレールが走行する屯門区および元朗区の区内独占運営権を得ており、当時のKCRCしか屯門区および元朗区で区内路線バスを運営できない。九龍バスの区内で運営されている路線バスも撤去しなければならなかった。ライトレールに覆われない区内の場所は連絡路線バスが提供され、それは九広バスということである。
2003年12月に西鉄線(現･屯馬線)の開業に伴い、全ての港鉄バス路線が再編され、港鉄バスはライトレールと連絡だけではなく、西鉄線との連絡も行われている。
MTRCとKCRCが合併に伴い、名前は港鉄バスへ変更されている。
現在、港鉄バスは、屯馬線および軽鉄と連絡されている。屯馬線、軽鉄および指定される港鉄バス系統に乗れば、オクトパスでバスの運賃を支払う場合は無料となる。なお、屯馬線、軽鉄および指定される港鉄バス系統に乗車しない場合もしくは現金で支払う場合にはバスの運賃が無料にならない。
現在、15本の系統は、屯門、元朗、天水囲で運営されている。

### 運行系統
| 系統 | 始発       | 終着            | 港鉄 指定換乗駅 | 軽鉄 建議換乗駅                   | 付注 | 運賃（香港ドル） （子供／シルバー） |  |
| ---- | ---------- | --------------- | --------------- | --------------------------------- | --- | ----------------------------------- |  |
| 506  | 屯門碼頭   | 兆麟苑          | 屯門駅          | 蝴蝶駅 建安駅 屯門駅              | 軽鉄線代行パス、 経由地は港鉄屯門駅と屯門市中心。                                                                       | $4.9（$2.1）                        |  |
| K51  | 富泰       | 大欖            | 兆康駅 屯門駅   | 鳳地駅 市中心駅 三聖駅            | 経由地は港鉄屯門駅と兆康駅。 西鉄線開通の前は系統521（井財街－大欖）                                                    | $4.9（$2.1）                        |  |
| K51A | 富泰       | 掃管笏          | 兆康駅 屯門駅   | 鳳地駅 市中心駅                   | 運行は、7時～20時 | $4.9（$2.1）                        |  |
| K52  | 屯門駅     | 龍鼓灘          | 屯門駅          | 市中心駅 三聖駅 屯門碼頭駅 蝴蝶駅 | 西鉄線開通の前は系統A52（屯門市中心－龍鼓灘）、 系統520（屯門碼頭－龍鼓灘）                                             | $4.9（$2.1）                        |  |
| K52A | 屯門駅     | 龍鼓灘 , 曾咀   | 屯門駅          | 屯門碼頭駅 龍門駅                 | 運賃:屯門駅>龍鼓灘 4.9(2.1),屯門駅>曾咀 9.8(4.9)                                                                        | $4.9（$2.1）                        |  |
| K53  | 屯門駅     | 掃管笏          | 市中心駅 三聖駅 | 市中心駅 三聖駅                   | 循環線 | $4.9（$2.1）                        |  |
| K54  | 和田邨     | 屯門市中心      | 兆康駅          | 市中心駅                          | 循環線 | $4.9（$2.1）                        |  |
| K58  | 富泰       | 青山湾          | 兆康駅 屯門駅   | 屯門駅 市中心駅                   | 運行は月曜日から土曜日まで、6時～9時、15時～19時。 元はA59線（宝田－青山湾）                                            | $4.9（$2.1）                        |  |
| K65  | 元朗駅     | 流浮山          | 天水囲駅 元朗駅 | 坑尾村駅 屏山駅 水邊圍駅 大棠道駅 | 西鉄線開通の前は系統655（元朗東－流浮山）                                                                               | $4.9（$2.1）                        |  |
| K65A | 天水囲駅   | 流浮山          | 天水囲駅        |                                   | 運行は月曜日から金曜日まで、6時55分～9時、17時～19時30分。                                                              | $4.9（$2.1）                        |  |
| K66  | 大棠       | 朗屏            | 朗屏駅          | 大棠道駅 豐年路駅                 | 西鉄線開通の前は系統656（大棠－元朗工業邨）                                                                             | $4.9（$2.1）                        |  |
| K66A | 大棠山道   | 朗屏            | 朗屏駅          | 大棠道駅 豐年路駅                 | 特快 | $4.9（$2.1）                        |  |
| K66S | 大棠山道   | 朗屏            | 朗屏駅          | 大棠道駅 豐年路駅                 | | $4.9（$2.1）                        |  |
| K68  | 元朗工業邨 | 元朗公園        | 豐年路駅        | 大棠道駅 豐年路駅                 | | $4.9（$2.1）                        |  |
| K73  | 天恆       | 元朗西          | 豐年路駅        | 豐年路駅                          | 西鉄線開通前は系統A74（天恆－元朗）                                                                                     | $4.9（$2.1）                        |  |
| K74  | 天瑞       | 凹頭            | 豐年路駅        | 元朗駅 朗屏駅                     | 循環線、 運行は月曜日から土曜日の6時15分～9時、15時～19時。                                                             | $4.9（$2.1）                        |  |
| K75A | 天水囲駅   | 循環線          | 天水囲駅        | 天水囲駅                          | | $4.9（$2.1）                        |  |
| K75P | 天瑞       | 洪水橋駅 天耀駅 | 天水囲駅        | 天水囲駅                          | 循環線 | $4.9（$2.1）                        |  |
| K75S | 天水囲駅   | 洪福邨          | 天水囲駅        | 天水囲駅                          | 循環線、 運行は月曜日から金曜日の7時～9時、17時30分～20時。                                                             | $4.9（$2.1）                        |  |
| K76  | 天恆       | 天水圍駅        | 天水囲駅        | 天水囲駅                          | 天影路経由で、特快 |                                     |  |
| K76S | 濕地公園路 | 天水圍駅        | 天水囲駅        | 天水囲駅                          | 天影路経由で、特快 運行は月曜日から金曜日の7時～9時35分(濕地公園路>天水圍駅)、17時30分～19時30分(天水圍駅>濕地公園路)。 |                                     |  |

### 過去の運行系統
- 59 - 大興~友愛
- 59B - 兆康苑～屯門埠頭
- 61 - 屯門市中心~元朗市
- 62 - 兆康苑~青山灣
- 63A - 良景～元朗東
- 521P - 富泰~屯門市中心
- 559 - 兆康苑～青山湾 - ライトレイル東北支線の開業に伴い、廃止された。
- 653 - 天瑞~塘坊村駅
- 654 - 天耀~元朗東
- 658 - 天耀~天水圍
- 659 - 天恆~天水圍
- 670 - 元朗（福康街）~朗屏邨
- A51 - 屯門碼頭~踏石角
- A57 - 屯門市中心~屯門碼頭
- A58 - 建生~屯門碼頭
- A70 - 天瑞~元朗西
- A70P - 天水圍~朗屏邨
- A71 - 天瑞~元朗東
- A73 - 天富~屯門碼頭
- K1X - 朗屏邨~屯門碼頭
- K2P - 天水圍→屯門市中心
- K2X - 天瑞~屯門碼頭
- K70 - 天水圍~元朗東
- K71 - 天水圍~天水圍駅
- K73P - 天恆→元朗東
- K75  - 天水圍站-洪水橋

## 車両
ヨーロッパ製のバスを中心に11台しか全て2階建てのバスが運行されている。かつて日本製のバスも導入されていた。

### 九広鉄道公司からの賃借車
2020年5月6日現在、所有権を持つ九広鉄路公司から香港鉄路有限公司が164台のバスを借り入れており、全車冷房車である。そのうち、乗降口がノンステップバスである割合は100%を占めている。
- ノンステップ2階建てバス：153台
- ノンステップバス（平屋）：11台

### 現在の車両

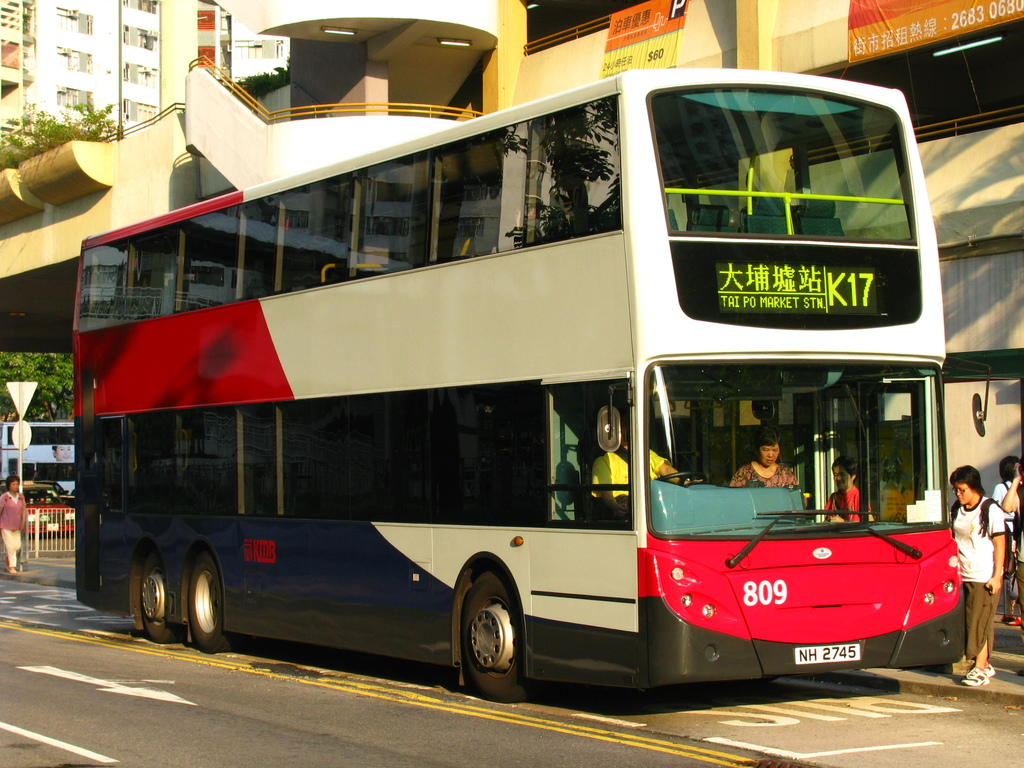
アレクサンダー・デニス・E500（長さ12m）、KCRC塗装
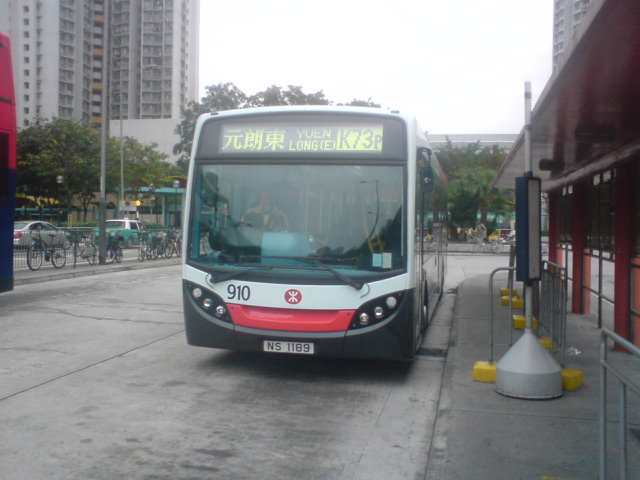
アレクサンダー・デニス・E200ダンド（長さ11.3m）、KCRC塗装
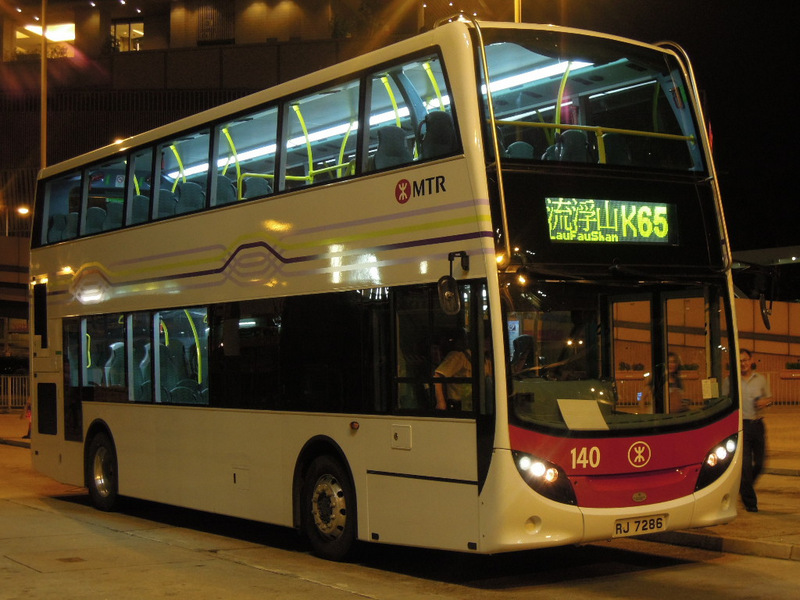
アレクサンダー・デニス・E400（長さ10.45m）

| メーカ                 | モデル                                    | バス番号         | 在籍台数 | 在籍期間        | 車体           | 定員        | エンジン                               | 変速機                    | 走行のエリア                            | 付注 |
| ---------------------- | ----------------------------------------- | ---------------- | -------- | --------------- | -------------- | ----------- | -------------------------------------- | ------------------------- | --------------------------------------- | --- |
| アレクサンダー・デニス | エンバイロ・500（長さ12メートル）         | 801-824          | 24       | 2008年/2009年～ | 車台車体一体化 | U53/L27+S44 | カミンズ・ISLe340B（ユーロ・4）        | フォイト・DIWA864.5D4     | 港鉄連絡バス(803-824)/港鉄バス(801-802) | 801、802はとりあえず港鉄バスで運営し、2011年に港鉄バス塗装に更新された。815～824は最初よりMTR塗装がある。                        |
| アレクサンダー・デニス | エンバイロ・500（長さ11.3メートル）       | 825-833          | 9        | 2012年～        | 車台車体一体化 | U51/L25+S44 | カミンズ・ ISL8.9 E5 340B（ユーロ・5） | ZF・6HP604C               | 港鉄バス                                | 828は2014年間、一時港鉄連絡バスから港鉄バスまで貸している。                                                                      |
| アレクサンダー・デニス | エンバイロ・200ダンド（長さ11.3メートル） | 901-911          | 11       | 2008年～        | 車台車体一体化 | L27+S50     | カミンズ・ISBe4+225B（ユーロ・4）      | フォイト・DIWA 854.5      | 港鉄バス                                | 902は2009年MTR塗装に更新され、905は2010年にMTR塗装に更新され、903は2011年にMTR塗装に更新された。901は2011年MTR塗装に更新された。 |
| アレクサンダー・デニス | エンバイロ・400（長さ10.6メートル）       | 140～150         | 11       | 2012年～        | 車台車体一体化 | U47/L23+S20 | カミンズ・ ISL8.9 E5 320B（ユーロ・5） | ZF・エコライフ・6AP1203B8 | 港鉄バス                                | |
| アレクサンダー・デニス | エンバイロ・500 MMC（長さ11.3メートル）   | 504-542、544-545 | 41       | 2013年8月～     | 車台車体一体化 | U51/L25+S44 | カミンズ・ ISL8.9 E5 340B（ユーロ・5） | ZF・6HP604C               | 港鉄バス                                | 510-537は增備車 |
| ボルボ                 | B9TL（長さ11.3メートル）                  | 319-386          | 68       | 2016年1月～     | 車台車体一体化 | U55/L25+S46 | Volvo D9B-310（ユーロ・5）             | Voith DIWA 864.5          | 港鉄バス                                | |

### 過去の車両

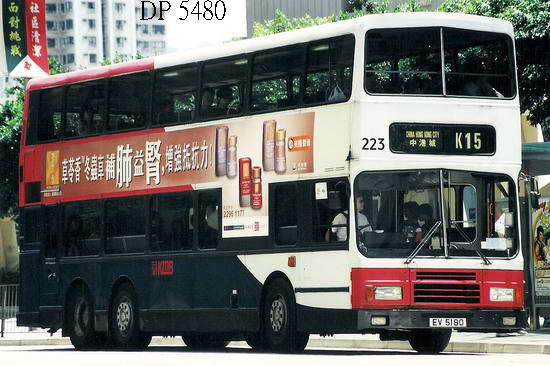
レイランド・オリンピアン、KCRC塗装
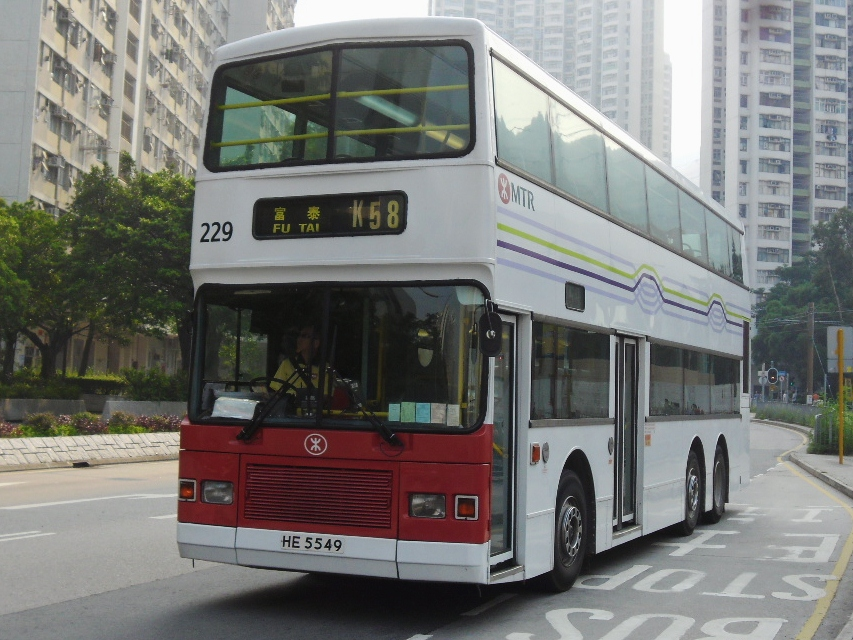
ボルボ・オリンピアン
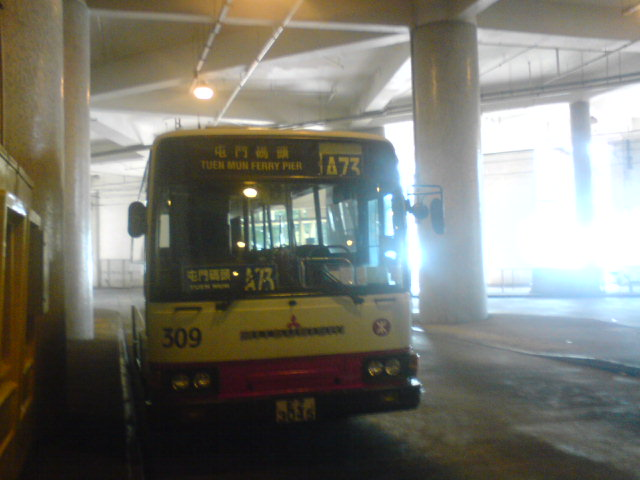
三菱ふそう・エアロミディMK、KCRC塗装
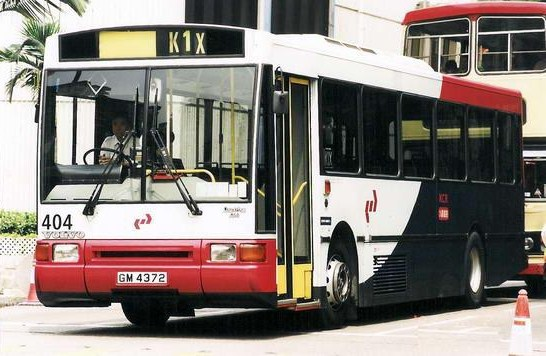
ボルボ・B10M、KCRC塗装
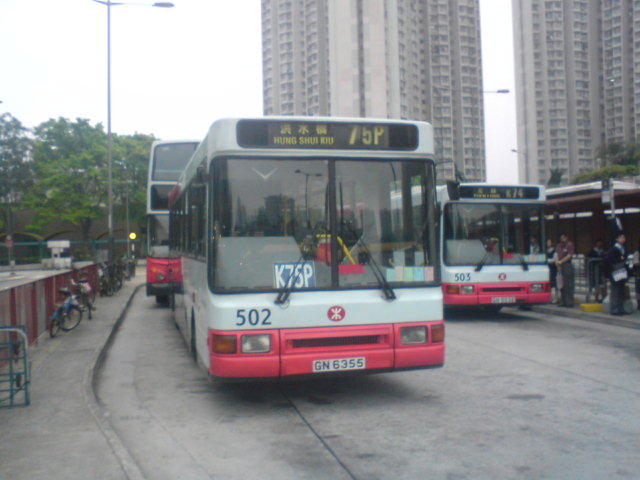
デニス・ダンド、KCRC塗装
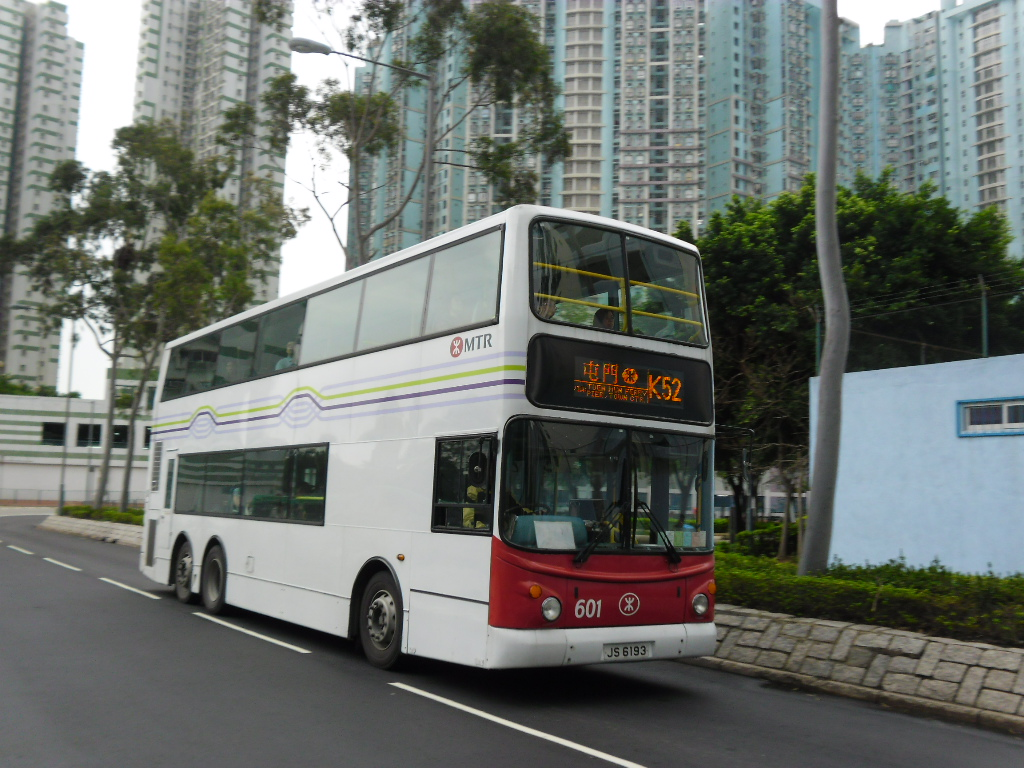
デニス．トライデント（長さ11.3m）
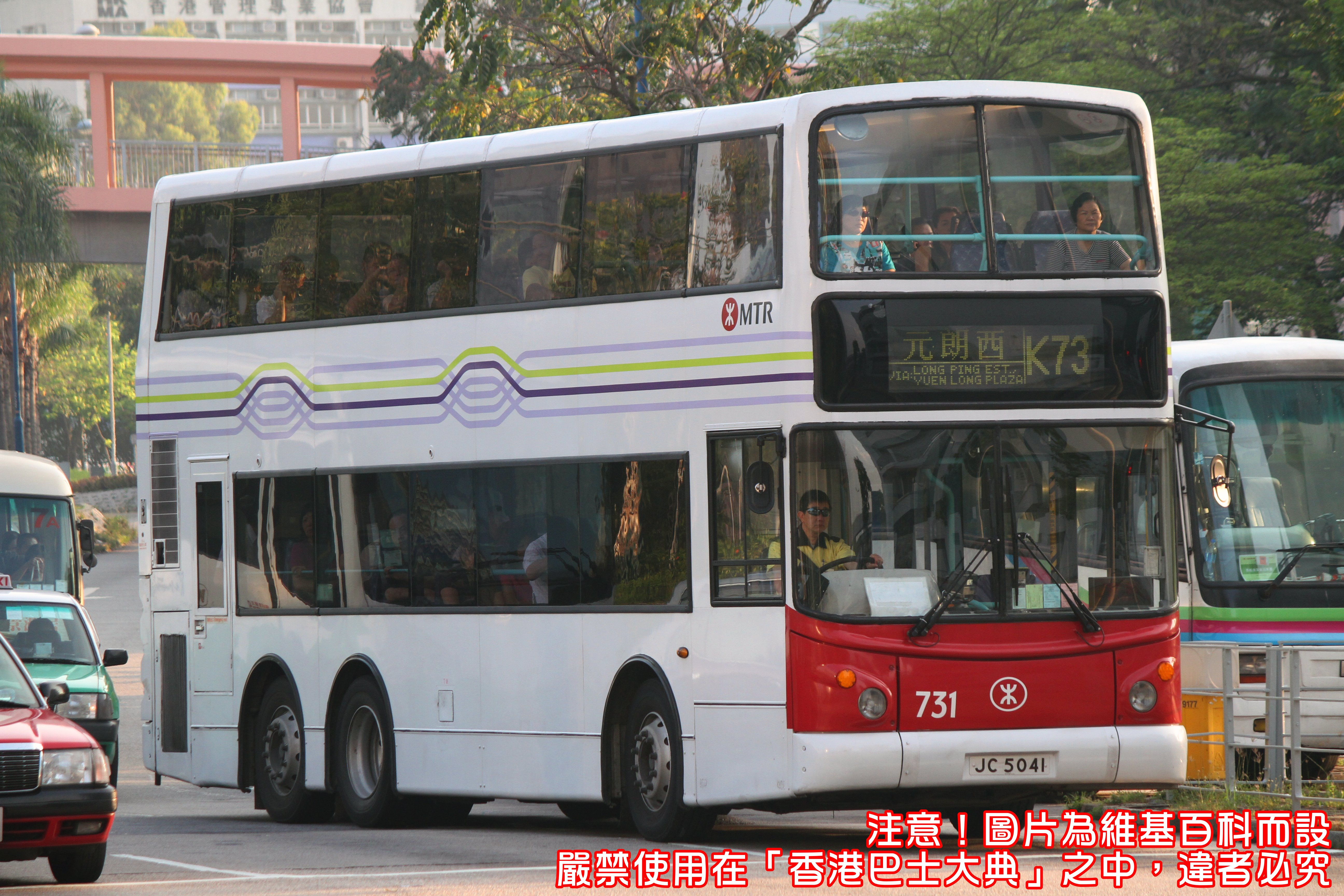
デニス．トライデント（長さ10.6m）

| メーカ                 | モデル                                  | バス番号 | 在籍期間              | 車体                                      | 定員                                  | エンジン                               | 変速機              | 運用エリア            | 付注 |
| ---------------------- | --------------------------------------- | -------- | --------------------- | ----------------------------------------- | ------------------------------------- | -------------------------------------- | ------------------- | --------------------- | --- |
| MCW                    | メトロバス（長さ9.7メートル）           | 101～139 | 1987年～2005年10月    | MCW・アポロ・MkII                         | U58/L34+S17                           | ガードナー・6LXB                       | フォイト・DIWA851.2 | 九広バス/東鉄連絡バス | 非冷房車 |
| MCW                    | メトロバス（長さ9.7メートル）           | 140～159 | 1988年～1995年11月    | MCW・アポロ・MkI                          | U47/L30+S26                           | ガードナー・6LXB                       | フォイト・DIWA851   | 九広バス              | 非冷房車、イギリスにあるサウス・ヨークシャー・PTE社（South Yorkshire PTE）から1988年に購入された中古車。 |
| トヨタ                 | コースター・HB30                        | 160～171 | 1988年～1997年        | アラコ                                    | L24+S0                                | トヨタ・2H                             | トヨタの手動変速機  | 九広バス              | |
| レイランド             | オリンピアン（長さ11メートル）          | 201～224 | 1990年7月～2009年8月  | アレクサンダー・タイプRH                  | U64/L40+S32                           | カミンズ・LT10～B245                   | ZF 4HP500           | 港鉄連絡バス          | 224が引退されてからバスファンに購入された。 |
| 三菱ふそう             | MK                                      | 301～311 | 1991年11月～2009年3月 | 車台車体一体化                            | L25+S26                               | 三菱・6D16-OA                          | アリソン・AT545     | 港鉄バス              | 老朽化のトヨタ・コースターの置き換え用として購入された。 |
| 三菱ふそう             | BM117L                                  | 312～317 | 1992年～2000年        | アジア車体、捷聯車体                      | L57+S0（312～314） L56+S0（315～317） | 三菱・6D16-OA                          | 三菱の手動変速機    | 九広バス              | |
| 三菱ふそう             | MP618                                   | 318      | 1994年～1995年        | 車台車体一体化                            | L45+S28                               | 三菱・6D22-OA                          | アリソン・MTB647    | 九広バス              | 試作車の期間は一年間、それから供給商に返された。 |
| ボルボ                 | B10M                                    | 401～415 | 1995年7月～2012年12月 | ノーザン・Counties・パラディン（Paladin） | L40+S48                               | ボルボ・THD102KF（ユーロ・1）          | ZF・4HP500          | 港鉄バス              | |
| ボルボ                 | オリンピアン                            | 225-239  | 1997年/1998年～2015年 | ノーザン・Counties                        | U53/L39+S28                           | ボルボ・D10A-245（ユーロ・2）          | フォイト・DIWA863.3 | 港鉄バス              | 226は2009年に港鉄バス塗装に更新され、225、227～230、232～237は2010年、238～239は2011年に更新 |
| デニス                 | ダンド（長さ10メートル）                | 501～503 | 1995年9月～2012年10月 | ノーザン・Counties                        | L43+S18                               | カミンズ・6BT5.9（ユーロ・1）          | アリソン・AT545     | 港鉄バス              | |
| デニス                 | トライデント・3（長さ11.3メートル）     | 601-622  | 2000年～2017年12月    | アレクサンダー・ALX500                    | U53/L30+S37                           | カミンズ・M11-305E21（ユーロ・2）      | フォイト・DIWA864.3 | 港鉄バス              | 606は2009年に港鉄バス塗装に更新され、601～605、607、609～610、612～613、616-617、621～622は2010年に更新。601、608は2011年に港鉄バス塗装に更新された。 |
| デニス                 | トライデント・3（長さ10.6メートル）     | 701-747  | 2004年～2016年12月    | アレクサンダー・ALX500                    | U51/L27+S34                           | カミンズ・M11-305E21（ユーロ・2）      | フォイト・DIWA863.3 | 港鉄バス              | 新世界第一バスから購入の中古車、元登録年は1999年。713～718、741～742、745は2009年8～10月の間、一時港鉄連絡バスから港鉄バスまで貸している。 743は2009年に港鉄バス塗装に更新され、701～704、706～707、710～712、716～717、720～726、728～734、736、738～742、744、746は2010年に港鉄バス塗装に更新された。732は2011年に港鉄バス塗装に更新された。748～753は2011年に港鉄バス塗装に更新された。 |
| デニス                 | トライデント・3（長さ11.3メートル）     | 748-753  | 2005年～2016年8月     | アレクサンダー・ALX500                    | U53/L30+S35                           | カミンズ・M11-305E21（ユーロ・2）      | フォイト・DIWA863.3 | 港鉄バス              | 新世界第一バスから購入の中古車、元登録年は1999年。713～718、741～742、745は2009年8～10月の間、一時港鉄連絡バスから港鉄バスまで貸している。 743は2009年に港鉄バス塗装に更新され、701～704、706～707、710～712、716～717、720～726、728～734、736、738～742、744、746は2010年に港鉄バス塗装に更新された。732は2011年に港鉄バス塗装に更新された。748～753は2011年に港鉄バス塗装に更新された。 |
| アレクサンダー・デニス | エンバイロ・500 MMC（長さ11.3メートル） | 543      | 2018年～2020年        | 車台車体一体化                            | U51/L25+S44                           | カミンズ・ ISL8.9 E5 340B（ユーロ・5） | ZF・6HP604C         | 港鉄バス              | 2020年5月燃やされて引退した |